# Salix fuscescens
Salix fuscescens — вид квіткових рослин із родини вербових (Salicaceae).

## Морфологічна характеристика

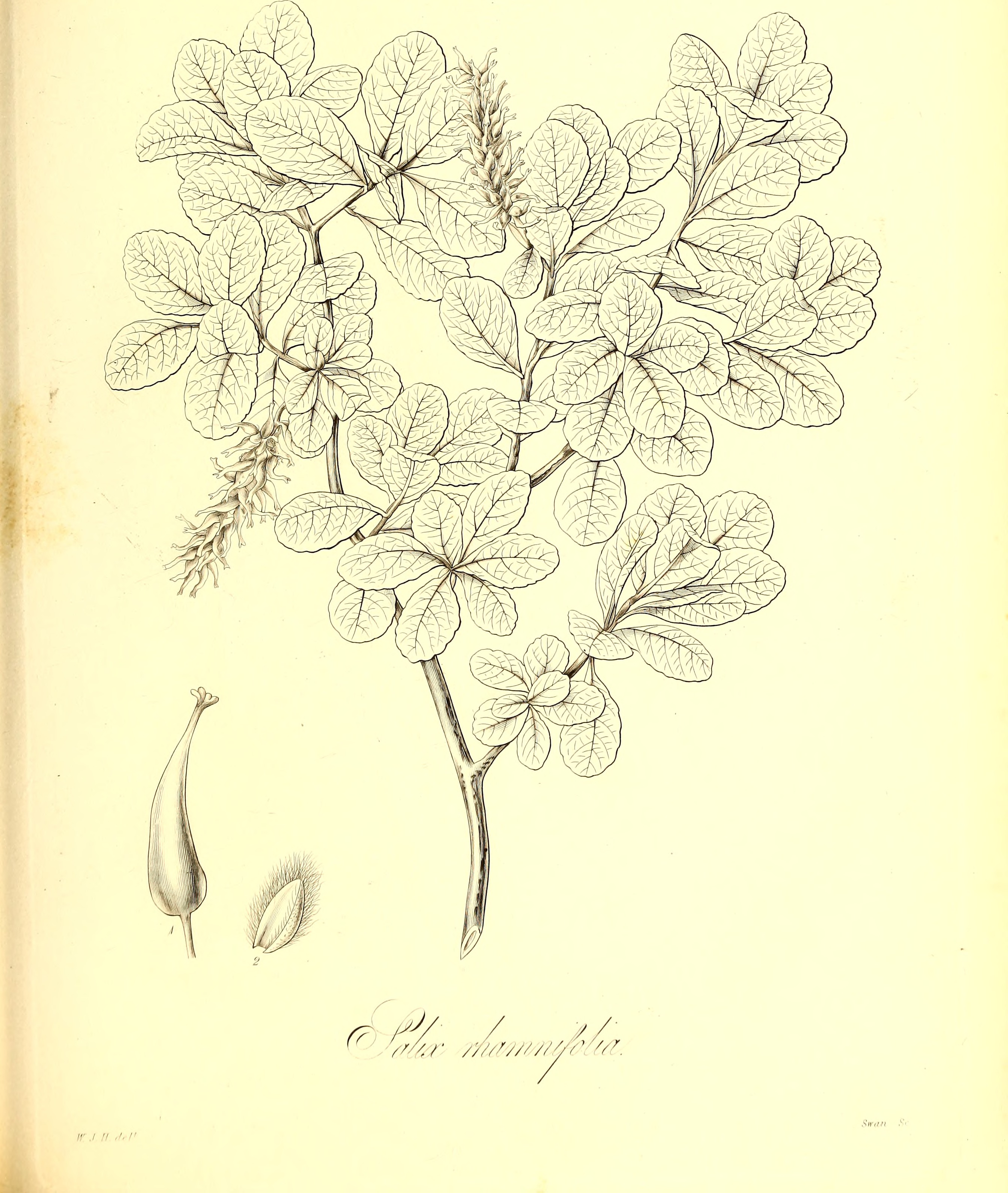
ілюстрація

Рослина 1.5–55 дм заввишки, є утворення клонів відводками. Стебла лежачі. Гілки жовто-бурі, голі; гілочки червоно-бурі, сіро-бурі чи жовто-бурі, голі. Листки на ніжках 2–5.6(6.4)  мм; найбільша листкова пластина вузько видовжена, довгаста, обернено-яйцювата чи широко-обернено-яйцювата, (14)17–27(45) × 7–21 мм; краї загнуті чи плоскі, цільні чи зубчасті до проксимально городчастих (краєві залози); верхівка опукла, загострена чи округла; абаксіальна (низ) поверхня сиза, гола; абаксіальна — слабо чи сильно блискуча, гола; молода пластинка гола. Сережки: тичинкові 8–58 × 5–19 мм; маточкові 13.5–64 (70 у плоді) × 6.5–15 мм. Коробочка 5.5–8 мм. 2n = 38.

## Середовище проживання
США (Аляска), Канада (Манітоба, Північно-Західні території, Нунавут, Юкон), Японія, Північна Корея, Далекий Схід. Населяє болота, лісові болота, осокові болота, погано дреновані береги озер, волога тундра, мул або дрібний піщано-гравійний субстрат; 50–1000 метрів.